# Gmina Fanø
Gmina Fanø (duń. Fanø Kommune) – jedna z  gmin w Danii w regionie Dania Południowa (do roku 2007 w okręgu Ribe Amt). 
Siedzibą władz gminy jest Nordby (na wyspie Fanø). 
Gmina Fanø została utworzona 1 kwietnia 1970 na mocy reformy podziału administracyjnego Danii. Kolejna reforma w roku 2007 potwierdziła status gminy.

## Dane liczbowe

### 2023
- Liczba ludności: (♀ 1753 + ♂ 1651) = 3404
- zagęszczenie ludności: 55,7 osób/km²

### 2005
- Liczba ludności: (♀ 1562 + ♂ 1589) = 3151
  - wiek 0-6: 6,1%
  - wiek 7-16: 13,0%
  - wiek 17-66: 65,6%
  - wiek 67+: 15,3%
- zagęszczenie ludności: 57,3 osób/km²
- bezrobocie: 5,6% osób w wieku 17-66 lat
- cudzoziemcy z UE, Skandynawii i USA: 197 na 10 000 osób
- cudzoziemcy z krajów Trzeciego Świata: 140 na 10 000 osób
- liczba szkół podstawowych: 1 (liczba klas: 22)

## Źródła
- danmark.dk. myndigheder.danmark.dk. [zarchiwizowane z tego adresu (2006-12-10)].
- Danmarks Statistik - statistikbanken.dk